# Мајаг (Горж)
Мајаг (рум. Măiag) насеље је у Румунији у округу Горж у општини Крушет. Oпштина се налази на надморској висини од 216 m.

## Становништво
Према подацима из 2002. године у насељу је живело 735 становника, од којих су сви румунске националности.